# Красная Поляна (Ленинск-Кузнецкий район)
Кра́сная Поля́на — посёлок в Ленинск-Кузнецком районе Кемеровской области. Входит в состав Демьяновского сельского поселения.

## География
Посёлок примыкает к северной окраине Ленинск-Кузнецкого. Ближайшая железнодорожная станция — Платформа 87 км Кемеровской железной дороги — в 800 м западнее.
Центральная часть населённого пункта расположена на высоте 269 метров над уровнем моря.

## Население
По данным Всероссийской переписи населения 2010 года, в посёлке Красная Поляна проживает 239 человек (112 мужчин, 127 женщин).